# Naissance en 1048
Naissance
- 1044
- 1045
- 1046
- 1047
- 1048
- 1049
- 1050
- 1051
- 1052

Cette page dresse une liste de personnalités nées au cours de l'année 1048 :
- 18 mai : Omar Khayyam, philosophe, mathématicien et astronome perse, à Nichapur (Iran) (mort en 1131).
- 25 mai : Song Shenzong, empereur chinois.

- Domnall MacLochlainn, ou Ua Lochlainn, roi d’Ailech et du Cenél nEógain.
- Sheikh Ahmad-e Jami, ou Ahmad Ibn Abolhasan Jāmi-e Nāmaghi-e Torshizi, Sheikh Ahmad-i Jami, Sheikh Ahmad-e jam, Sheikh-e Jam ou Ahmad-e Jam, Irfān, écrivain et poète soufiste.
- Simon de Vexin, comte d'Amiens, de Vexin et de Valois Crépy.

date incertaine (vers 1048)
- Harding de Bristol (en), reeve de Bristol.
- Li Zhiyi (en), poète chinois.
- Mu'izzi (en), poète perse.
- Pierre Ier de Savoie, comte de Maurienne, également seigneur du Bugey, d'Aoste et du Chablais, marquis de Suse et d'Italie.

## Crédit d'auteurs
- Cet article est partiellement ou en totalité issu de l'article intitulé « 1048 » (voir la liste des auteurs).